# Medium, Rare & Remastered
Medium, Rare & Remastered é uma coletânea musical de músicas raras e remasterializadas pela banda de rock irlandesa U2. Foi lançado exclusivamente para subescrever membros do U2.com, substituindo o U2 Go Home: Live from Slane Castle em 22 de fevereiro de 2009. O CD duplo apresenta faixas lançadas como parte do box set digital The Complete U2, discos bônus nos álbuns remasterizados até a data, e disponíveis alguns b-sides lançados em singles. A arte da capa foi a partir do projeto de 1995, do álbum Passengers. A foto original foi apresentado pelo principal produtor musical do U2, Brian Eno, que também estava envolvido no projeto, mas para esse álbum, foi editado para a foto.

## Faixas
- Todas as canções foram feitas e compostas por U2, exceto "Smile" (escrito por U2 e Simon Carmody), "Beautiful Ghost/Introduction to Songs of Experience" (letra de William Blake) e "Jesus Christ" (escrita por Woody Guthrie).

| Disco 1        |                                                               |                                                  |         |  |
| N.º            | Título                                                        | Origem                                           | Duração |  |
| 1.             | "Levitate"                                                    | Sessões do álbum All That You Can't Leave Behind | 5:09    |  |
| 2.             | "Love You Like Mad"                                           | Sessões do álbum All That You Can't Leave Behind | 4:17    |  |
| 3.             | "Smile"                                                       | Sessões do álbum How to Dismantle an Atomic Bomb | 3:17    |  |
| 4.             | "Flower Child"                                                | Sessões do álbum All That You Can't Leave Behind | 4:54    |  |
| 5.             | "Beautiful Ghost/Introduction to Songs of Experience"         | Sessões do álbum The Joshua Tree                 | 3:56    |  |
| 6.             | "Jesus Christ"                                                | Sessões de Rattle and Hum                        | 3:15    |  |
| 7.             | "Xanax and Wine"                                              | Sessões de How to Dismantle an Atomic Bomb       | 4:39    |  |
| 8.             | "All Because of You" (Alternate Version)                      | -                                                | 3:35    |  |
| 9.             | "Native Son"                                                  | Sessões de How to Dismantle an Atomic Bomb       | 3:08    |  |
| 10.            | "Yahweh" (Alternate Version)                                  | -                                                | 4:31    |  |
| 11.            | "Sometimes You Can't Make It on Your Own" (Alternate Version) | -                                                | 5:30    |  |
| Duração total: | Duração total:                                                | Duração total:                                   | 46:11   |  |

- Todas as canções escritas e compostas por U2, exceto "Neon Lights" (escrito por Karl Bartos, Ralf Hütter e Florian Schneider).

| Disco 2        |                                        |                                                                     |         |  |
| N.º            | Título                                 | Origem                                                              | Duração |  |
| 1.             | "Saturday Night"                       | A partir da remasterização do álbum Boy                             | 5:13    |  |
| 2.             | "Trash, Trampoline and the Party Girl" | A partir da remasterização do álbum October                         | 2:36    |  |
| 3.             | "Angels Too Tied to the Ground"        | A partir da remasterização do álbum War                             | 3:34    |  |
| 4.             | "Wave of Sorrow (Birdland)"            | A partir da remasterização do álbum The Joshua Tree                 | 4:06    |  |
| 5.             | "Always"                               | B-side do single de 2000, "Beautiful Day"                           | 3:47    |  |
| 6.             | "Summer Rain"                          | B-side do single de 2000, "Beautiful Day"                           | 4:08    |  |
| 7.             | "Big Girls are Best"                   | B-side do single de 2001, "Walk On"                                 | 3:37    |  |
| 8.             | "Neon Lights"                          | B-side do single de 2004, "Vertigo"                                 | 4:07    |  |
| 9.             | "Fast Cars" (Jacknife Lee Remix)       | B-side do single de 2005, "Sometimes You Can't Make It on Your Own" | 3:43    |  |
| Duração total: | Duração total:                         | Duração total:                                                      | 34:51   |  |